# Campeonato Gaúcho de Futebol de 1958 - Série A
O Campeonato Gaúcho de Futebol de 1958, foi a 38ª edição da competição no Estado do Rio Grande do Sul. Os clubes jogaram entre si em jogos eliminatórios até definir os finalistas. O campeão deste ano foi o Grêmio.

## Participantes
| Equipe      | Cidade                | Classificação                   | Participação |
| ----------- | --------------------- | ------------------------------- | ------------ |
| 14 de Julho | Santana do Livramento | Campeão da Região Fronteira     | 4ª           |
| Grêmio      | Porto Alegre          | Campeão da Região Metropolitana | 16ª          |
| Guarany     | Bagé                  | Campeão da Região Sudoeste      | 10ª          |
| Pelotas     | Pelotas               | Campeão da Região Litoral       | 7ª           |
| Veronese    | Canoas                | Campeão da Região Planalto      | 2ª           |

## Tabela

### Primeira fase
| 28 de dezembro de 1958 | Pelotas     | 1 – 2 | Veronese                  |  |
|                        | Gol marcado |       | Gol marcado · Gol marcado |  |

| 4 de janeiro de 1959 | Veronese | 0 – 4 | Pelotas                                               |  |
|                      |          |       | Gol marcado · Gol marcado · Gol marcado · Gol marcado |  |

| 6 de janeiro de 1959 | Pelotas                   | 2 – 0 | Veronese |  |
|                      | Gol marcado · Gol marcado |       |          |  |

### Segunda fase
| 11 de janeiro de 1959 | Pelotas                   | 2 – 2 | 14 de Julho               |  |
|                       | Gol marcado · Gol marcado |       | Gol marcado · Gol marcado |  |

| 18 de janeiro de 1959 | 14 de Julho | 1 – 0 | Pelotas |  |
|                       | Gol marcado |       |         |  |

### Semifinal
| 18 de janeiro de 1959 | Guarany de Bagé                         | 3 – 1 | 14 de Julho |  |
|                       | Gol marcado · Gol marcado · Gol marcado |       | Gol marcado |  |

| 1º de fevereiro de 1959 | 14 de Julho | 1 – 0 | Guarany de Bagé |  |
|                         | Gol marcado |       |                 |  |

Desempate
| 6 de fevereiro de 1959 | Guarany de Bagé | 3 – 1 | 14 de Julho | Santa Maria (RS) |
|                        | Max · Juarez    |       | Gol marcado |                  |

### Finais
1° jogo
| 1º de março de 1959 | Guarany de Bagé | 1 – 0 | Grêmio | Estrela D'Alva, Bagé (RS) |
|                     | Max 88'         |       |        |                           |

|  | Guarany de Bagé | Grêmio |

| GUARANY DE BAGÉ: |  |                |  |
|                  |  |                |  |
| G                |  | Célio          |  |
| Z                |  | Bira           |  |
| Z                |  | Danga          |  |
| M                |  | Sílvio         |  |
| M                |  | Tarouco        |  |
| M                |  | Calvet         |  |
| A                |  | Solis          |  |
| A                |  | Válter         |  |
| A                |  | Max            |  |
| A                |  | Juarez         |  |
| A                |  | Carlos Calvete |  |
| Treinador:       |  |                |  |
|                  |  |                |  |

| GRÊMIO:       |  |                |
|               |  |                |
| G             |  | Germinaro      |
| Z             |  | Orlando        |
| Z             |  | Airton         |
| M             |  | Ênio Rodrigues |
| M             |  | Ortunho        |
| M             |  | Elton          |
| A             |  | Milton Kuelle  |
| A             |  | Giovani        |
| A             |  | Gessy          |
| A             |  | Juarez         |
| A             |  | Vieira         |
| Treinador:    |  |                |
| Oswaldo Rolla |  |                |

2° jogo
| 8 de março de 1959 | Grêmio        | 2 – 0 | Guarany de Bagé | Olímpico, Porto Alegre (RS) |
|                    | Milton Kuelle |       |                 |                             |

|  | Grêmio | Guarany de Bagé |

| GRÊMIO:       |  |                |
|               |  |                |
| G             |  | Germinaro      |
| Z             |  | Figueiró       |
| Z             |  | Airton         |
| M             |  | Ênio Rodrigues |
| M             |  | Ortunho        |
| M             |  | Elton          |
| A             |  | Milton Kuelle  |
| A             |  | Giovani        |
| A             |  | Gessy          |
| A             |  | Juarez         |
| A             |  | Rudimar        |
| Treinador:    |  |                |
| Oswaldo Rolla |  |                |

| GUARANY DE BAGÉ: |  |                |  |
|                  |  |                |  |
| G                |  | Célio          |  |
| Z                |  | Bira           |  |
| Z                |  | Danga          |  |
| M                |  | Sílvio         |  |
| M                |  | Tarouco        |  |
| M                |  | Calvet         |  |
| A                |  | Solis          |  |
| A                |  | Saulzinho      |  |
| A                |  | Max            |  |
| A                |  | Juarez         |  |
| A                |  | Carlos Calvete |  |
| Treinador:       |  |                |  |
|                  |  |                |  |

Desempate
| 11 de março de 1959 | Grêmio               | 3 – 0     | Guarany de Bagé | Olímpico, Porto Alegre (RS) |
|                     | Danga (GC) · Giovani | Relatório |                 |                             |

|  | Grêmio | Guarany de Bagé |

| GRÊMIO:       |  |                |
|               |  |                |
| G             |  | Germinaro      |
| Z             |  | Orlando        |
| Z             |  | Airton         |
| M             |  | Ênio Rodrigues |
| M             |  | Ortunho        |
| M             |  | Elton          |
| A             |  | Milton Kuelle  |
| A             |  | Giovani        |
| A             |  | Gessy          |
| A             |  | Juarez         |
| A             |  | Rudimar        |
| Treinador:    |  |                |
| Oswaldo Rolla |  |                |

| GUARANY DE BAGÉ: |  |           |  |
|                  |  |           |  |
| G                |  | Célio     |  |
| Z                |  | Bira      |  |
| Z                |  | Danga     |  |
| M                |  | Sílvio    |  |
| M                |  | Tarouco   |  |
| M                |  | Calvet    |  |
| A                |  | Solis     |  |
| A                |  | Saulzinho |  |
| A                |  | Max       |  |
| A                |  | Juarez    |  |
| A                |  | Gitinha   |  |
| Treinador:       |  |           |  |
|                  |  |           |  |

| Gauchão 1958                |
| --------------------------- |
| Grêmio Campeão (10º título) |